# Sephisa daimio
Sephisa daimio är en fjärilsart som beskrevs av Matsumura 1910. Sephisa daimio ingår i släktet Sephisa och familjen praktfjärilar. Inga underarter finns listade i Catalogue of Life.